# Antonio Estévez García
Antonio Estévez García (Coria del Río, 6 d'octubre de 1978) és un futbolista andalús, que ocupa la posició de migcampista.

## Trajectòria
Debuta a primera divisió en un partit de la temporada 01/02, jugant amb el Reial Betis, sent l'únic encontre que disputarà amb els bètics eixe any. A la temporada següent recala al Getafe CF, de Segona. Amb els madrilenys és titular, marcant un gol en 34 partits. No continua al Getafe i marxa al Córdoba CF, on tampoc compta massa.
La resta de la carrera del migcampista prossegueix per equips de divisions inferiors: AD Mar Menor, Los Barrios o CP Cacereño, entre d'altres.